# Пурпурно топазово колибри
Пурпурното топазово колибри (Topaza pella) е вид птица от семейство Колиброви (Trochilidae).

## Разпространение и местообитание
Разпространен е в Бразилия, Венецуела, Гвиана, Суринам и Френска Гвиана.